# Famille de Lesquen
Pour les articles homonymes, voir Lesquen.
La famille de Lesquen est une famille subsistante de la noblesse française, d'extraction féodale, originaire de Bretagne.

## Histoire

### Origines
La famille de Lesquen a pris son nom de la seigneurie de Lesquen, sur le territoire de Pluduno (Côtes-d'Armor).[réf. nécessaire]
La famille est d'extraction féodale. La filiation est attestée depuis Guillaume, mentionné en 1346,.
Elle a été maintenue noble en 1669 et a été admise aux honneurs de la Cour en 1766.
Elle a formé deux branches : Lesquen de Saint-Lormel et Lesquen du Plessis-Casso.[réf. nécessaire]

### Subsistance
La branche de Lesquen du Plessis-Casso est subsistante. La famille de Cordoüe est ainsi adhérente à l'Association d'entraide de la noblesse française (ANF), depuis 1934,.
Cette branche a été admise à l'Association des anciens honneurs héréditaires.
La famille compte sept générations d'élèves de l'École polytechnique,.

## Seigneuries
- seigneurs de Lesquen, La Villemeneust, La Basserue, La Garde, La Ville-Dame, La Fontaine, du Plessis, de Casso.[réf. nécessaire]

## Généalogie simplifiée

### Branche de Saint-Lormel
- Guillaume de Lesquen épouse le 20 août 1364 à Rennes Jeanne Aimée du Parc
  - Guillaume de Lesquen épouse Jeanne de la Motte-Fouquet
    - Jean de Lesquen épouse Gervaise Tirecoq
      - Richard Ier de Lesquen épouse le 5 avril 1445 Jeanne de Bodegat
        - Olivier Ier, seigneur de Lesquen, de La Villemeneust et de Vaumorvan, épouse le 4 septembre 1475 Anne Gouyon
          - Olivier II de Lesquen épouse Marguerite du Breil
            - Jean II de Lesquen épouse Madeleine de La Duchais
              - Laurent de Lesquen, sieur de la Villemeneuc épouse le 15 octobre 1569 Jeanne Gouéon. Il meurt le 1er novembre 1593 à Pluduno.
                - Gilles de Lesquen épouse en 1602 Bertranne Collet
                  - Alain de Lesquen (1609-1668) épouse en troisièmes noces le 9 mai 1648 Marguerite de La Paluelle. En 1638, il est chevalier de l'ordre de Roi (ordre de Saint-Michel).
                    - Joseph de Lesquen, de la Villemeneust (né en 1652 à Pleine-Fougères), capitaine de chevau-légers. Le 6 juin 1669, il épouse Élisabeth Fradel
                      - Paul Alain de Lesquen, seigneur de Villemeneuc, colonel au régiment d'infanterie, mort en 1741.
                      - Joseph de Lesquen, chevalier, seigneur de Lesquen, dit « marquis » (titre de courtoisie) de la Villemeneust (Pluduno, 18 octobre 1676 - Paris, 29 décembre 1732), grand-croix de l'ordre royal et militaire de Saint-Louis, commandeur de l'Ordre royal de Notre-Dame du Mont-Carmel et de Saint-Lazare de Jérusalem. Il épouse à Paris le 3 juillet 1720, Barbe-Marguerite Garnier de Grandvilliers. En septembre 1715, il présente, avec son frère aîné Paul Alain, les preuves littérales de sa noblesse directe et paternelle d'ancienne extraction militaire, et reçoit l'approbation de d'Hozier le 5 janvier 1716. Le 20 mai 1717, il est nommé député de la Noblesse, conseiller au Parlement de Bretagne. Le 1er février 1719, il est nommé brigadier d'infanterie.

                - François de Lesquen, écuyer, sieur de la Duchaye. Il épouse à Nantes le 11 avril 1616, Renée de Talguern, dame du Plessis-Casso.
                  - Claude de Lesquen, chevalier, seigneur du Plessis-Casso. Il épouse en troisièmes noces en janvier 1668 Louise de La Garde.
                    - Alexandre de Lesquen (28 octobre 1675 - Pontchâteau 18 décembre 1734), seigneur de Casso. Capitaine de dragons au régiment de la Villegagnon, il épouse à Stival le 18 janvier 1700 Marie Pélagie de Bahuno.
                      - Claude Louis de Lesquen (Stival 27 janvier 1701 - Pontchâteau 21 juillet 1761) épouse le 11 mai 1728 à Auray, Marie Céleste Suzanne de Lesquen
                        - René Alexandre de Lesquen (Pontchâteau 16 janvier 1739 - 1789) épouse le 7 février 1764 à Josselin, Gabrielle Julienne de Nourquer
                          - Paul Toussaint de Lesquen (Pontchâteau 16 février 1769 - 31 janvier 1858) épouse le 8 octobre 1804 à Guérande, Angélique Véronique Gouëre. Il est juge de paix du canton de Saint-Gildas-des-Bois (1822-1832).
                            - Aristide de Lesquen du Plessis-Casso (Guérande 19 juillet 1805 - Dinan 9 avril 1891) épouse en 1832 Marie-Thérèse de Lesquen de Saint-Lormel (1801-1885).
                              - Charles de Lesquen (Pluduno 1er février 1836 - Rennes 31 mars 1922), conseiller à la cour d'appel de Rennes. Il épouse à Forges-les-Bains le 23 novembre 1863 Marie Alice Robert de Saint-Vincent. Cette descendance fait l'objet de la branche Lesquen du Plessis-Casso ci-après.

                          - Joseph de Lesquen (1772-?), officier, chevalier de Saint-Louis.
                          - Bernardin Marie de Lesquen (Pontchâteau 24 novembre 1778 - 15 décembre 1837/1860) épouse le 14 mai 1805 à Guérande, Julienne Rose des Corches Duménil. Il est maire de Saint-Nazaire (1823-1829).

  - Olivier de Lesquen
    - Louis de Lesquen
      - Pierre de Lesquen, écuyer, seigneur de Levinaye
        - Thomas de Lesquen épouse le 8 janvier 1513 Jeanne de Bréhant.
          - Olivier de Lesquen épouse en 1564 Anne Chapin.
            - Georges de Lesquensieur de Jeunebosc. Il épouse Françoise de la Bouexière.
              - Jean de Lesquen épouse Jeanne Lavocat
                - René de Lesquen, écuyer, seigneur de la Ménardais (Saint-Lormel), sénéchal de la juridiction de Saint-Malo. Il épouse le 16 mai 1639 (à Saint-Malo Jeanne Arthur. Il meurt à La Ménardais le 22 janvier 1681.
                  - François de Lesquen, écuyer, seigneur de l'Argentaye Kerochant. Il épouse en 1656 Mauricette Renée de Gourcuff, dame de l'Argentaye. Il meurt à Saint-Lormel le 20 décembre 1681.
                    - René de Lesquen. Il épouse le 18 juin 1686 à Lamballe Geneviève Bouan.
                      - René Yves de Lesquen, chevalier seigneur de Largentaye (Saint-Lormel) (Largentaye 8 mars 1687 - Saint-Lormel 9 août 1756). Il épouse le 11 février 1710 à Saint-Germain-de-la-Mer (Matignon) Marguerite Françoise Agnès de La Chapelle
                        - Yves Charles de Lesquen épouse le 30 juin 1761 Françoise de Lesquen de la Menardais, dame de Saint-Lormel.
                          - Guy de Lesquen de Saint-Lormel (1761-1822), lieutenant de vaisseau. Il épouse Thérèse Brice de La Villéon
                            - Marie-Thérèse de Lesquen de Saint-Lormel (1801-1885) épouse à Pluduno en 1832 Aristide de Lesquen du Plessis-Casso (1805-1891), fils de Paul Délesquen.
                              - Charles de Lesquen (1836-1922), conseiller à la cour d'appel de Rennes. Il épouse Alice Robert de Saint-Vincent. Cette descendance fait l'objet de la branche Lesquen du Plessis-Casso ci-après.

                          - Claude-Louis de Lesquen (1770-1855), évêque de Beauvais (1823) puis de Rennes (1825).

Au sujet du mari de Marie-Thérèse de Lesquen de Saint-Lormel, on notera que :
- son nom de naissance le 19 juillet 1805 est « Aristide Marie Joseph Délesquen », déclaration faite par son père « Paul Toussaint Délesquen » ;
- son nom à son mariage le 18 mai 1832 est devenu « Aristide Marie Joseph de Lesquen du Plessis-Casso » et son père porte le nom de « Paul Toussaint de Lesquen ».

Personnalités non rattachées
- Alexandre de Lesquen (fl. 1763), chevalier de Saint-Louis.

### Branche du Plessis-Casso
- Charles de Lesquen (1836-1922), conseiller à la Cour d'appel de Rennes. Il épouse Alice Robert de Saint-Vincent → 9 enfants dont :
  - Constant de Lesquen (1865-1959), lieutenant de vaisseau, École navale 1883. Il épouse Marie-Gabrielle de Graindorge d'Orgeville de Ménildurand → 8 enfants dont[6] :
    - Paul de Lesquen (1899-1975), capitaine de frégate, École navale 1918. Il épouse Henriette de Brachet → 7 enfants[7]
    - André de Lesquen (1900-1986), capitaine de frégate, École navale 1918. Il épouse Andrée Jannet → 6 enfants dont[7] :
      - Yves de Lesquen épouse Annik de Gibon → 4 enfants[8]
      - Éric de Lesquen, O.S.B.[9], abbé de l'abbaye Notre-Dame de Randol
      - Bertrand de Lesquen, capitaine de vaisseau, École navale promotion 1964[10]. Il épouse Camille d'Aubarède → 5 enfants[11].

    - Pierre de Lesquen (1905-1994), X1923, général de brigade[7]. Il épouse  Anne-Marie Huon de Kermadec → 8 enfants dont[7] :
      - Aliette de Lesquen (1936-1995) épouse Alban de Jerphanion.
      - Philippe de Lesquen, ancien élève de l'École polytechnique, promotion 1957[12]. Il épouse Marie-Jeanne Moisson → 4 enfants, dont Renaud, président-directeur général de Givenchy[13]
      - Marie-Laure et Hervé de Lesquen (morts en bas âge)
      - Marie-Aline de Lesquen (1942-2020, archiviste et généalogiste) épouse Patrick Marcenat.
      - Louis René de Lesquen, ingénieur diplômé en de l'Institut polytechnique UniLaSalle, promotion 1968[10], maire de Fierville-Bray de 1983 à 2008. Il épouse Marie-Chantal de Vasselot de Régné → 7 enfants[13]
        - Geoffroy de Lesquen
        - Frederick de Lesquen
        - Charles de Lesquen

      - Bruno de Lesquen, ingénieur civil des Mines de Saint-Étienne promotion 1965[10], et adjoint au maire d'Échauffour à partir de 2014[14]). Il épouse Claire de Tinguy du Pouët → 4 enfants[13], dont Thierry, curé de la paroisse Saint-Albert-le-Grand à Paris
      - Henry de Lesquen (1949), X1968, ENA, haut fonctionnaire, homme politique d'extrème droite, président d'une radio. Il épouse Maud de Villèle → 5 enfants[8], dont :
        - François de Lesquen, X1999, entrepreneur ;
        - Roland de Lesquen, haut fonctionnaire ;
        - Mahaut de Lesquen, entrepreneuse ;
        - Iseut de Lesquen, entrepreneuse ;
        - Clélie de Lesquen, avocate.

    - Marc de Lesquen (1907-1997), X1926, ingénieur diplômé de l'École nationale supérieure de l'aéronautique et de l'espace[10], colonel, pilote d'essais. Il épouse Mercedes Huon de Kermadec → 11 enfants[7]
      - Armelle, épouse de Michel Rougevin-Baville.
      - Alain, physicien[réf. nécessaire].

  - Pierre de Lesquen épouse Geneviève de Masin (1866-1914), Saint-Cyr 1887-1889, mort au combat → 2 enfants
  - Léopold de Lesquen, lieutenant de vaisseau, mort au combat en 1916
    - Jacques de Lesquen

  - Joseph de Lesquen (1864-1947), X1884, colonel d'artillerie, promu général (de réserve) en 1926[15], commandeur de la Légion d'honneur[16], collaborateur du Nouvelliste de Bretagne, président du comité diocésain des Unions catholiques d'Ille-et-Vilaine, démissionnaire en 1928[17], épouse en 1894 Yvonne du Boüais de la Bégassière → enfants
  - Guy de Lesquen, aumônier militaire
  - René de Lesquen, lieutenant, mort au combat en 1915
    - Xavier de Lesquen du Plessis-Casso (1903-1962), Saint-Cyr 1924-1926, contrôleur général de l'aéronautique français, épouse Gisèle de Carles.
      - Bernard Marie Michel de Lesquen du Plessis-Casso, général[18]. Il épouse Françoise Delage de Luget-Pelleterat de Borde → 4 enfants[7] :
        - Caroline Marie Élisabeth de Lesquen. Elle épouse Achille Marie André Napoléon Murat[8].
        - Odile de Lesquen. Elle épouse Laurent de Gabrielli de Gubbio[8].
        - Bertrand de Lesquen, journaliste. Il épouse Sandrine Berthier[8].
        - Xavier de Lesquen (1962[7]), haut fonctionnaire et marin. Il épouse Flore Pelleterat de Borde[8].

    - Michel Marie Léonce de Lesquen du Plessis-Casso (1905-1993), Saint-Cyr 1924-1926, général de brigade aérienne[7]. Il épouse Marie-Thérèse Ogier de Baulny → 5 enfants[7] :
      - 
        - dont Jacques de Lesquen, officier puis haut fonctionnaire. Il épouse Florence Desrousseaux de Medrano→ 5 enfants [7] :
          - Arnault de Lesquen du Plessis Casso ♰
          - Armel de Lesquen du Plessis Casso (Cofondateur de Famileo). Il épouse Aude Lancrau de Bréon (Architecte DPLG)
          - François Xavier de Lesquen (dit Paplouf). Il épouse le docteur Claire Fenoll
          - Stanislas de Lesquen du Plessis Casso. Il épouse Jehanne du Fayet de La Tour
          - Marie Lorraine de Lesquen du Plessis Casso

## Portraits

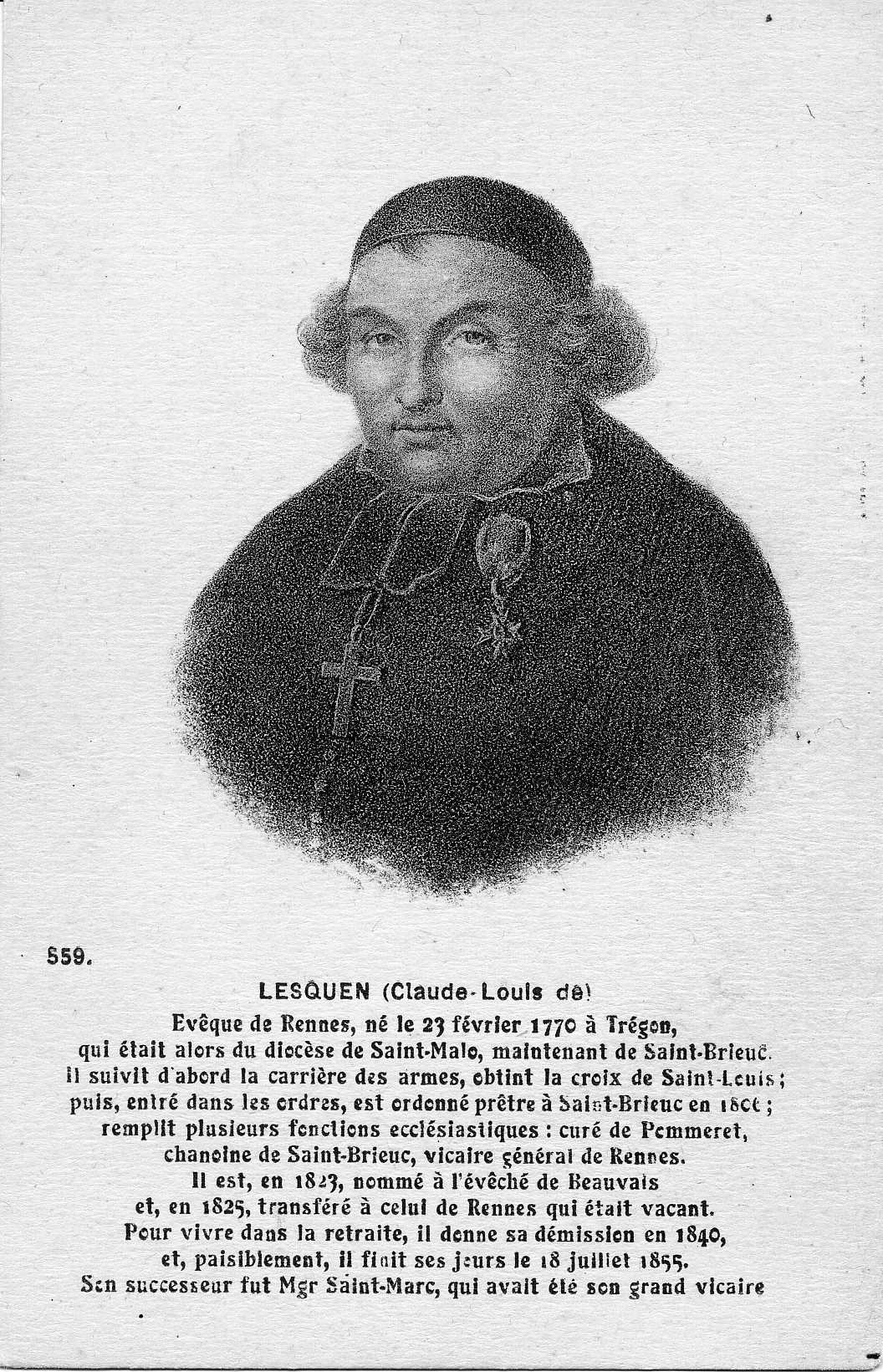
Claude-Louis de Lesquen
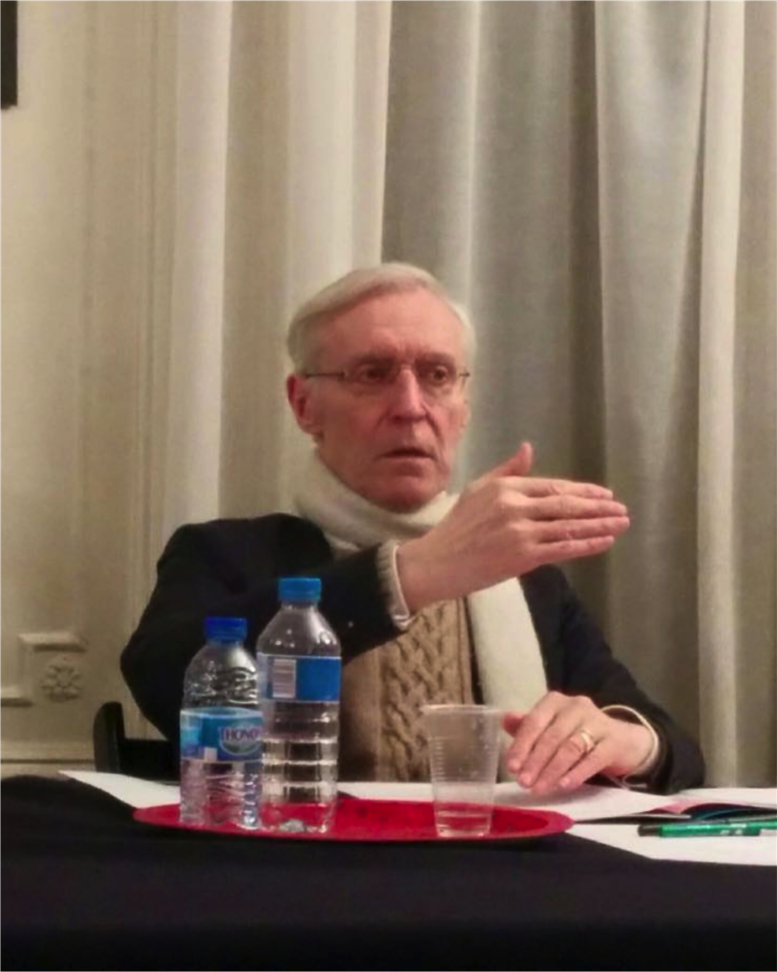
Henry de Lesquen

## Armoiries
Les armes de la famille se blasonnent ainsi De sable à 3 jars d'argent becqués et membrés de gueules.

## Alliances
Les principales alliances de la famille de Lesquen sont : Jerphanion, du Parc, La Motte, Firecoq, Botdegat, Goyon de La Boutardaie, Commandeur, du Chalonge, La Duchaye, Collet, La Palluele, Talguern, La Garde, Bahuno, Nourquer, d'Escorches, Gouère de Kerdimas,  Saint-Vincent, Chivré, Pinon, Murat, Gabrielli de Gubbio, Vasselot de Régnet, Desrousseaux de Médrano, Lancrau de Bréon, Piquemal, Bunel et Cantonnet, Graindorge d'Orgeville de Mesnildurand (1898), Huon de Kermadec (1935),  Vasselot de Régné (1969),  Tinguy du Pouët, Villèle, de Larminat, Mancero, Delage de Luget Pelleterat de Borde.